# Budakeszi
Budakeszi là một thành phố thuộc hạt Pest, Hungary. Thành phố này có diện tích 37,1 km², dân số năm 2010 là 14179 người, mật độ 382 người/km².